# زندان سلیمان (پاسارگاد)
زندان سلیمان بقایای دیواری باستانی از دوره هخامنشیان است که امروزه به زندان سلیمان موسوم است. این دیوار به بلندای ۱۴ متر در محوطه باستانی پاسارگاد و در شمال محدوده کاخ‌ها قرار داشته و در اصل باقی‌مانده یک برج سنگی چهارضلعی مسقف بوده‌است. پژوهشگران با توجه به شباهت این بنا در پاسارگاد با کعبه زرتشت در نقش رستم تحقیقاتی را دربارهٔ کاربرد اصلی و نقشه این بنا انجام داده‌اند. بنا به سنگ‌نوشته شاپور یکم بر کعبه زرتشت، برج سنگی کعبه زرتشت، دژنبشت نامیده شده که شاید به محل نگهداری اوستای مقدس اشاره داشته‌است. غیر از فرض یاد‌شده کاربری آرام‌گاهی و نیز معبد برای این بنا پیشنهاد شده‌است. در سال ۱۳۹۵ گروه‌های باستان‌شناس به منظور یافتن پاسخی درخور، به‌منظور شناسایی هویت واقعی بنا، تصمیم گرفت تا تپهٔ کوتاهی که در جنوب شرق بنای زندان واقع است را کاوش کند. پیوند این پشته با برج سنگی به‌وضوح در نقشه اولیه محوطه و تصاویر قدیمی هوایی دیده می‌شود. یافته‌های کاوش در این فصل شامل تراشه‌های زائد حاصل از ساخت مکعب‌های سنگی زندان سلیمان، سفال شاخص هخامنشی و نیز سرپیکان سه‌پره مفرغی از همان دوره است. این بقایا در نهشته‌های کاوش شده در این تپه به خوبی نشان از قدمت آثار کشف شده به دوره هخامنشی دارد.
مری بویس استاد دانشگاه و پژوهشگر در رشته مطالعات زرتشتی این برج را آرام‌گاه کاساندان همسر کوروش بزرگ قلمداد کرده‌است.

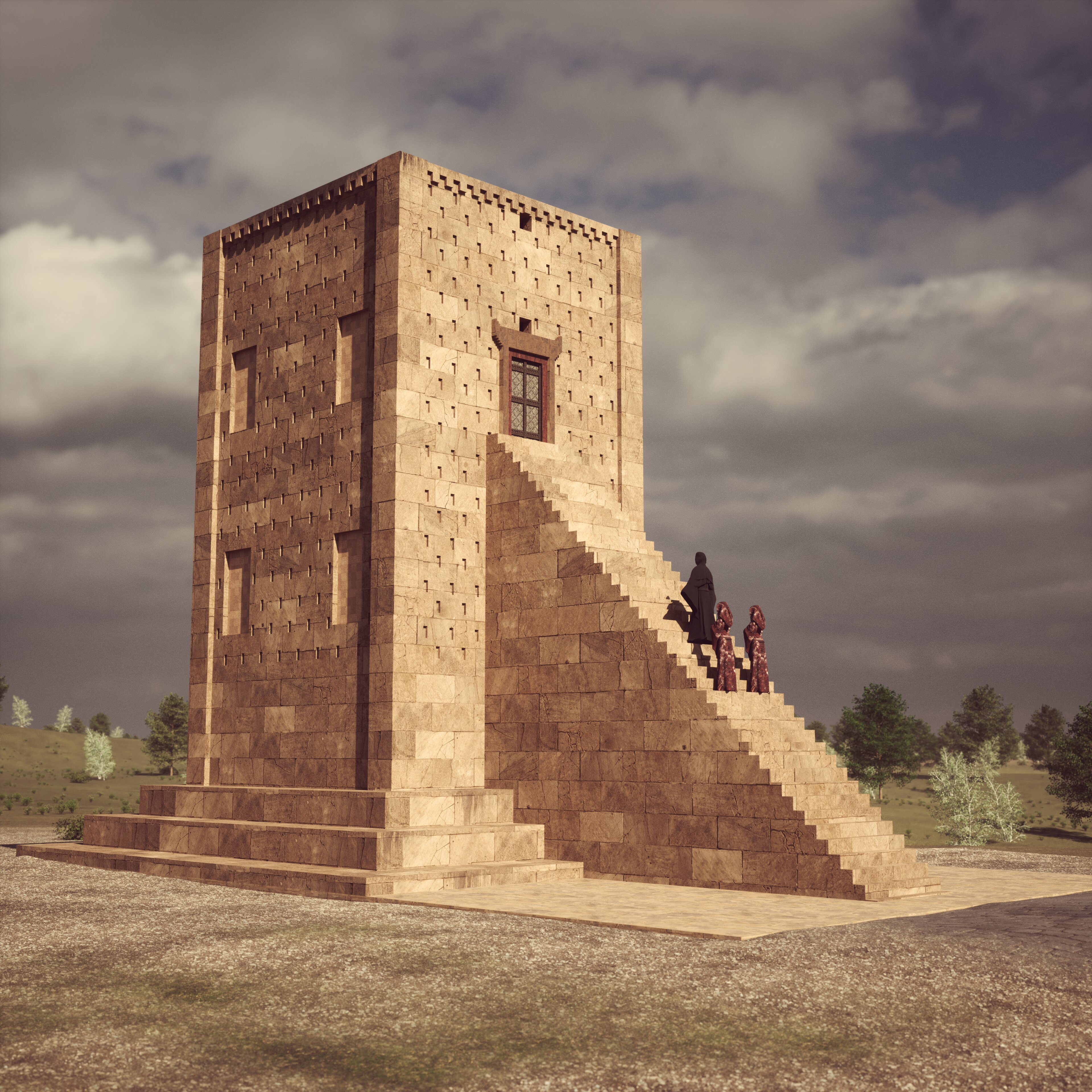
بازسازی سه بعدی برج